# Cisownica

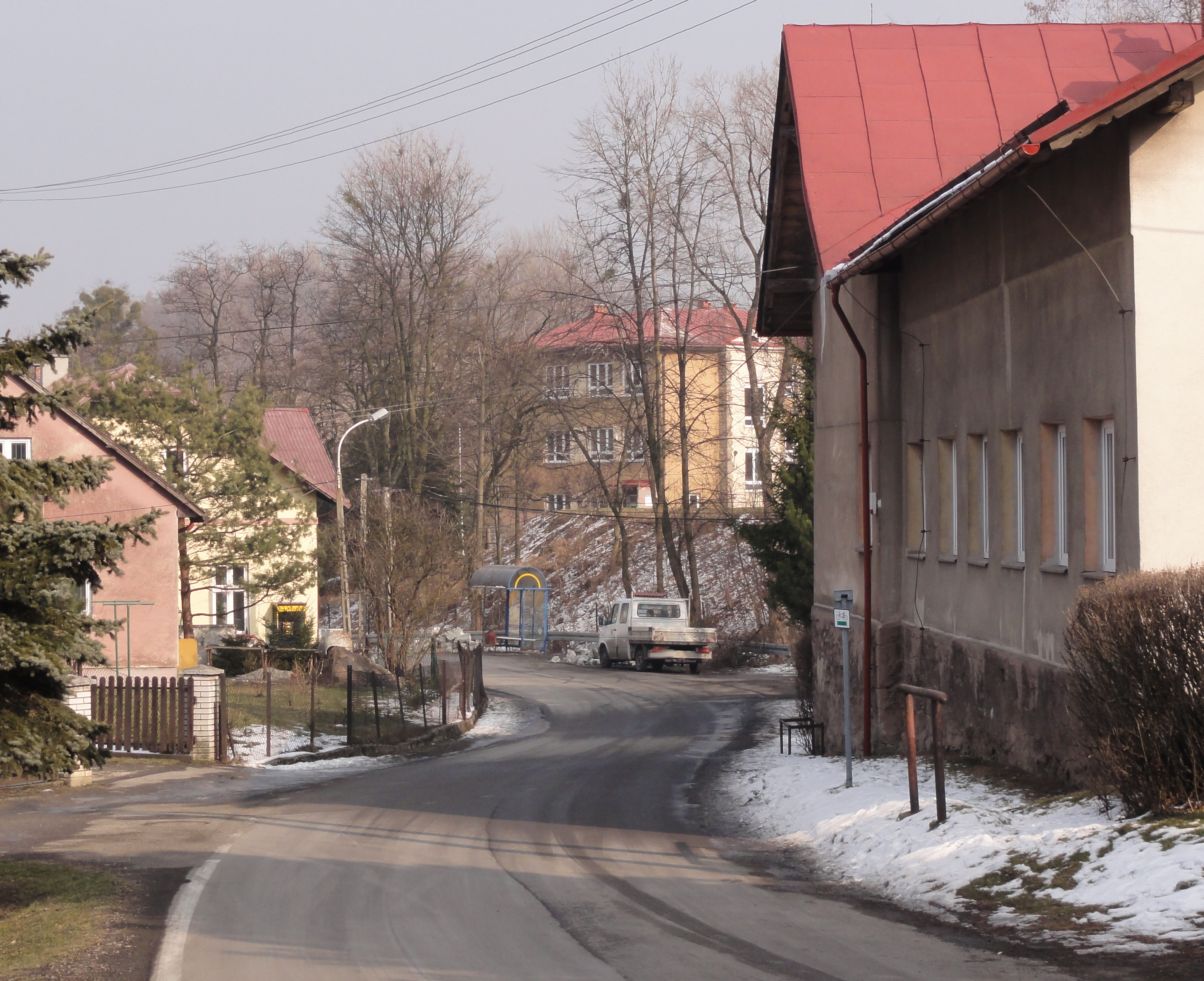
Ortsmitte

Cisownica (früher auch Cisownica Mała und Cisownica Wielka; deutsch Zeislowitz, auch Klein und Groß) ist eine Ortschaft mit einem Schulzenamt der Gemeinde Goleszów im Powiat Cieszyński der Woiwodschaft Schlesien in Polen.

## Geographie
Cisownica liegt an der Grenze des Schlesischen Vorgebirges (Pogórze Śląskie, im Norden) und der Schlesischen Beskiden (Beskid Śląski, im Süden) am Cisówka Bach (Einzugsgebiet von Weichsel) etwa 25 Kilometer südwestlich von Bielsko-Biała und 60 Kilometer südlich von Katowice im Powiat (Kreis) Cieszyn.
Das Dorf hat eine Fläche von 959,67 Hektar.
Nachbarorte sind Goleszów im Norden, die Stadt Ustroń im Osten, Leszna Górna im Süden, Dzięgielów im Westen.

## Geschichte
Das Dorf liegt im Olsagebiet (auch Teschener Schlesien, polnisch Śląsk Cieszyński).
Der Ort wurde um 1305 im Liber fundationis episcopatus Vratislaviensis (Zehntregister des Bistums Breslau) erstmals urkundlich als „Item in Cyssownica“ erwähnt. Der Name ist abgeleitet von Eiben (polnisch cis).
Politisch gehörte das Dorf ursprünglich zum Herzogtum Teschen, dies bestand ab 1290 in der Zeit des polnischen Partikularismus. Seit 1327 bestand die Lehensherrschaft des Königreichs Böhmen und seit 1526 gehörte es zur Habsburgermonarchie.
Nach der Aufhebung der Patrimonialherrschaften bildete es ab 1850 eine Gemeinde in Österreichisch-Schlesien, Bezirk Bielitz und Gerichtsbezirk Skotschau. In den Jahren 1880–1910 stieg die Einwohnerzahl von 841 im Jahr 1880 auf 953 im Jahr 1910 an, es waren überwiegend polnischsprachige (zwischen 99,6 % und 100 %). Im Jahre 1910 waren 89,6 % evangelisch, 9,9 % römisch-katholisch, es gab 5 Juden.
1920, nach dem Zusammenbruch der k.u.k. Monarchie und dem Ende des Polnisch-Tschechoslowakischen Grenzkriegs, kam Cisownica zu Polen. Unterbrochen wurde dies nur durch die Besetzung Polens durch die Wehrmacht im Zweiten Weltkrieg.
Von 1975 bis 1998 gehörte Cisownica zur Woiwodschaft Bielsko-Biała.
Im Jahre 1986 wurde die evangelische Pfarrei errichtet, Diözese Cieszyn.

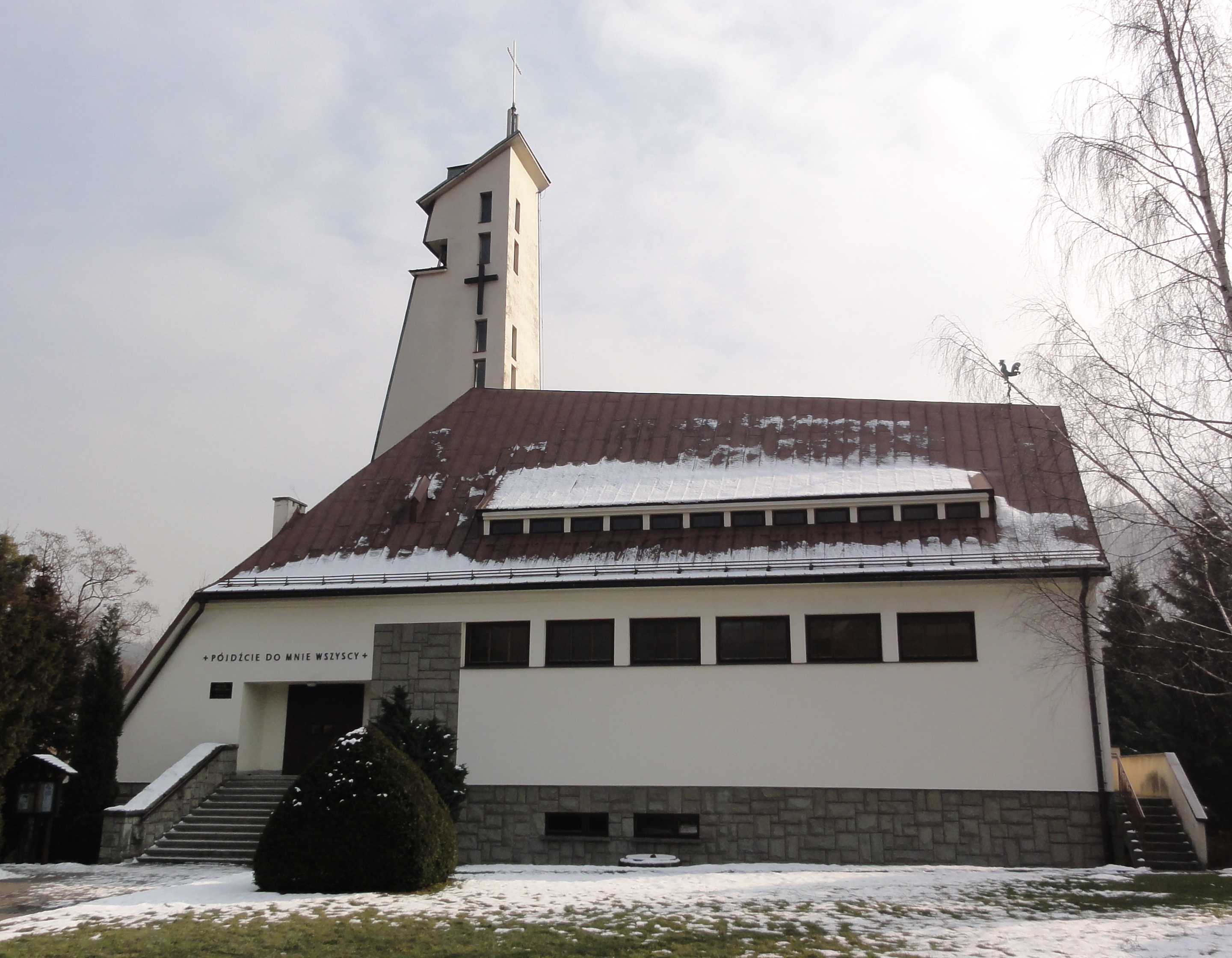
Evangelische Kirche (1981 erbaut)